# حلوای باله‌نخی
حلوای باله‌نخی (نام علمی: Glyptocephalus zachirus) نام یک گونه از تیره کفشک‌ماهیان راست‌روی است.